# Moussa N’Diaye (ur. 2002)
Moussa N’Diaye (ur. 18 czerwca 2002 w Dakarze) – senegalski piłkarz, reprezentant kraju, grający na pozycji obrońcy w zespole RSC Anderlecht.

## Kariera klubowa
N’Diaye rozpoczął przygodę z piłką w zespołach CNEPS Excellence oraz Aspire Academy. W 2020 podpisał kontrakt z hiszpańską Barcelona Atlètic. Dwa lata później opuścił Hiszpanię na rzecz Belgii, w której dołączył do Anderlechtu.
N’Diaye strzelił swojego pierwszego gola dla Anderlechtu 13 sierpnia 2023 w wygranym 1:0 spotkaniu z Sint-Truiden. 
stan na 14 marca 2024 r.
| Sezon   | Klub              | Kraj      | Rozgrywki          | Mecze | Bramki |
| ------- | ----------------- | --------- | ------------------ | ----- | ------ |
| 2021/22 | Barcelona Atlètic | Hiszpania | Primera Federación | 11    | 0      |
| 2022/23 | RSC Anderlecht    | Belgia    | Eerste klasse A    | 15    | 0      |
| 2022/23 | RSCA Futures      | Belgia    | Eerste klasse B    | 4     | 0      |
| 2023/24 | RSC Anderlecht    | Belgia    | Eerste klasse A    | 11    | 1      |
| 2023/24 | RSCA Futures      | Belgia    | Eerste klasse B    | 1     | 0      |

## Kariera reprezentacyjna
N’Diaye reprezentował drużynę Senegalu do lat 20 na Pucharze Narodów Afryki do lat 20 w 2019 oraz Mistrzostwach Świata do lat 20 rozgrywanych w Polsce.
W listopadzie 2022 został powołany do kadry seniorskiej Senegalu na Mistrzostwa Świata 2022 w Katarze, zastępując w kadrze kontuzjowanego Sadio Mané.